# Tomas Haake
Tomas Haake (Örnsköldsvik, 13 luglio 1971) è un batterista, paroliere e programmatore svedese, dal 1990 membro del gruppo metal Meshuggah, di cui è anche il principale autore dei testi.

## Stile
Lo stile di Haake è caratterizzato dall'estensivo uso della poliritmia, costruita tuttavia su un regolare tempo di 4/4. Questo approccio ritmico, unito ad altre caratteristiche, distingue notevolmente lo stile dei Meshuggah dallo standard del genere da cui il gruppo deriva.
Haake è anche noto per il suo ostinato uso del piatto China per massimizzare gli accenti e gli attacchi dei diversi pattern. Usa anche impilare due o più piatti insieme per creare sfumature inedite.

### Drumkit From Hell
Haake ha collaborato nello sviluppo del software musicale Drumkit From Hell, prodotto dalla ToonTrack, suonando personalmente tutti i campioni usati. Tale software è stato usato per registrare tutte le parti di batteria degli album Catch Thirtythree del 2005, Nothing - Re-issue (riedizione 2006) e parte di quelle dell'album obZen del 2009.
Tra i gruppi e gli artisti che hanno fatto uso del Drumkit From Hell sono da citare i Dillinger Escape Plan per l'album Ire Works e Devin Townsend per l'album Ziltoid the Omniscient, entrambi del 2007.

## Equipaggiamento
Tour Kit (2008):
- Batteria: Sonor Designer Series:
  - 12x10" Tom
  - 14x10" Tom
  - 16x16" Floor Tom
  - 18x16" Floor Tom
  - 22x18" Cassa (x2)
  - 14x6" Rullante SonorArtists Bronze Series con Tama Power Hoop
- Piatti: Sabian
  - 14" HHX Heavy Hi-Hat
  - 14" HHX Stage Hi-Hat
  - 22" HHX Legacy Heavy Ride (usato come Crash/Ride)
  - 21" HHX Stage Crash
  - 20" HHX Stage Crash
  - 19" HHX Stage Crash
  - 22" HH Power Bell Ride
  - 21" AAX-Treme China
  - 19" AAX-Treme China
  - 19" Paragon China/15" + HH thin Crash (impilati)
- Pelli: Evans
  - Tom: (10",12",14",16", 18") Clear G2's - top, Clear G1's - bottom
  - Cassa: (22") Emad 2 Clear (w/Emad Damping Ring) - batter, Standard Sonor Head - front
  - Rullante: (14") MX Gold Marching Head/power centre - top, Clear 300 Hazy - bottom
- Hardware: Sonor, Pearl e Trick
  - Trick Big Foot pedali singoli (x2)
  - H2000K Pearl Stand Eliminator per Hi-Hat
  - RH-2000 Pearl Stand Eliminator per Hi-Hat remoto
  - XH 674 X-Hat Mount
  - MH 645 Multi-Holder (x2)
  - SS 677 Stand per rullante
  - DCS 678 Stand doppio per piatto (x3)
  - HT741 Sgabello Tama Ergo-Rider Quartet (con schienale)
- Bacchette: Vic Firth
  - SHAA Tomas Haake Signature (L = 16 7/16 ", Dia. = .645")

## Discografia

### Con i Meshuggah

#### Album in studio
- 1991 - Contradictions Collapse
- 1995 - Destroy Erase Improve
- 1998 - Chaosphere
- 2002 - Nothing
- 2005 - Catch Thirtythree
- 2008 - ObZen
- 2012 - Koloss
- 2016 - The Violent Sleep of Reason
- 2022 - Immutable

#### Album live
- 2010 - Alive

#### EP, Demo e Split
- 1989 - Psykisk Testbild (Meshuggah) (EP)
- 1989 - Ejaculation of Salvation (demo)
- 1993 - Promo 1993 (demo)
- 1994 - None (EP)
- 1995 - Selfcaged (EP)
- 1996 - Hypocrisy/Meshuggah (split)
- 1997 - The True Human Design (EP)
- 2001 - Rare Trax (compilation)
- 2004 - I (EP)

### Collaborazioni
- 1997 - Fredrik Thordendal's Special Defects - Sol Niger Within (voce dello Psychonaut)
- 2003 - Clawfinger - Zeros & Heroes (presente come musicista addizionale)
- 2007 - Clawfinger - Life Will Kill You (loop di batteria nel brano "Little Baby")
- 2007 - Roman Kostrzewski - Woda (assolo di percussioni nel brano "Kijanka")
- 2009 - Babutsa - London Calling (batteria)